# Jean-Baptiste Van Hille
Jean-Baptiste Van Hille, ook van Hille (Diksmuide, 6 augustus 1775 - 21 januari 1848), was burgemeester van Diksmuide.

## Levensloop
Van Hille was lid van een familie die sinds enkele generaties tot de notabelen van het Diksmuidse behoorde, en van wie de zoons en dochters trouwden met kinderen uit andere notabele families. Hij was een van de kinderen van Pieter-Philips van Hille (1737-1803), burgemeester van Diksmuide, en van Marie-Caroline Cadock (1748-1834). Dit echtpaar kreeg elf kinderen, nadat Pieter-Philips ook al vier kinderen had bij zijn eerste vrouw, Marie-Jeanne De Leeuwe (1736-1767). 
Hij trouwde met zijn nicht Sophie Cadock (Poperinge, 1780 - Diksmuide, 1864) en ze kregen acht kinderen, van wie alleen de jongste, Edouard Van Hille, voor nakomelingen zorgde.
Pieter-Philips van Hille had het erfelijk ruwaardschap of burggraafschap van Diksmuide aangekocht, dat hij voor Jean-Baptiste, oudste zoon uit het tweede bed, als hoir féodal voorbestemde. Het einde van het ancien régime doorkruiste dit plan.
Van Hille werd in de Franse tijd gemeenteraadslid en adjoint au maire. Hij bleef adjoint au maire  tijdens keizerrijk en werd burgemeester tijdens het Verenigd Koninkrijk der Nederlanden. Ook onder het Koninkrijk België bleef hij burgemeester en had het genoegen op 11 september 1834 koning Leopold I thuis te ontvangen en hem een feestelijke maaltijd aan te bieden.
In zijn schepencollege had hij in 1832 zijn neef Pierre De Breyne opgenomen, maar in 1836 ontstond een strijd voor het burgemeesterschap en Van Hille moest het tegen zijn neef afleggen.